# Örsö
Örsö è un'isola dell'Arcipelago di Stoccolma, in Svezia. È collocata a est di Ljusterö,  e a nord est di Grinda.
L'isola fa parte del comune di Österåker nella parte centrale della dell'arcipelago di Stoccolma. La superficie è di circa 1,2 km² e il punto più alto dell'arcipelago si trova a 42 m s.l.m.. L'isola è abitata tutto l'anno almeno dal 1600. Nel 2005 24 persone si insediarono sull'isola.